# Гессе, Рудольф
Рудольф Гессе (нем. Rudolf Hesse; 1844—1912) — немецкий ботаник и миколог.

## Биография
Рудольф Гессе родился в 1844 году в городе Зангерхаузен в Саксонии. Учился в Зангерхаузене на экономиста, поступил в Университет Галле, затем перешёл в Страсбургский университет.
После окончания Страсбургского университета Гессе стал изучать ботанику и агрономию, окончил Гёттингенский университет со степенью бакалавра по ботанике. С 1875 года Гессе до самой смерти на протяжении 35 лет работал директором агрономической школы в Арендзе, затем перенесённой в Марбург. С 1878 года он издавал различные публикации в Прингсхаймском журнале. В 1890—1892 была издана двухтомная книга Гессе, в которой обобщались его исследования подземных грибов Германии. Большая часть видов и родов, выделенных и описанных Хессе в этой книге, в настоящее время является общепризнанными.
Рудольф Гессе скончался в Марбурге 16 апреля 1912 года.

## Некоторые научные работы
- Hesse, R. Die Hypogaeen Deutschlands. — 1890—1891. — Vol. 1. — 133 + iii p., pl. 1—11.
- Hesse, R. Die Hypogaeen Deutschlands. — 1892. — Vol. 2 — 140 + viii p., pl. 12—22.

## Виды, названные в честь Р. Гессе
- Hysterangium hessei Soehner ex Svrcek, 1958
- Octaviania hesseana Sacc. & P.Syd., 1899, nom. nov.
- Octavianina hessei Kuntze, 1893, nom. nov.